# 662

## Esdeveniments
- Inici del regnat de Khilderic II
- Guerra entre francs i llombards, amb victòria dels segons

## Naixements
22 de juny - Chang'an (Xina): Emperador Ruizong de Tang (xinès:唐 睿宗) (662- 716) va regnar com a emperador de la Dinastia Tang en dues etapes, com a cinquè emperador (684 a 690) i com a novè (710 a 712) (m. 716).